# Benjamin Moloise
Benjamin Moloise (* 1955 in Alexandra; † 18. Oktober 1985 in Pretoria) war ein südafrikanischer Dichter und politischer Aktivist.

## Leben
Der Anhänger des seinerzeit verbotenen African National Congress (ANC) arbeitete in einer Fabrik und war nach einem Geständnis der Ermordung eines schwarzen Polizisten im Jahr 1982 zum Tode verurteilt worden. Trotz des Widerrufs seiner Aussagen wegen Folter wurde er im Zentralgefängnis von Pretoria entgegen internationaler Gnadenappelle gehängt. Seine Hinrichtung durch das Apartheidsregime führte zu internationalen Protesten und Straßenschlachten in Südafrika.